# دودن
دُودِن بضم الدال الأولى وكسر الثانية (بالألمانية: DUDEN)، هو قاموس شامل للغة الألمانية، نسبةً إلى مؤلفه كونراد دودن الذي نشره عام 1880 بعُنوان «القَامُوس الهجائي» الموسوم بـ دودن.
دُودِن هو قاموس شامل بمثابة الإنجيل للغة الألمانية، يشكل مصدراً أساسياً بما يحويه من قواعد للإملاء، طريقة الكتابة وكذلك الاستعمال الصحيح للكلمات. مُنذ ذلِك الحِين أخذ المُعجم بالتطوّر والنّمو ولاتزالُ لجنة تحرير وتنقِيحُ دودن تعقّدُ اجتماعات مُتواصِلة للعمل على تَطوير المُعجم ومُواصلة البحث عن أُصول كلِمات اللُّغة الأَلمانِيَّة. في القرن العشرين، طورت دار دودن للنشر سلسلة من القواميس المتخصصة وقواميس أخرى لقواعد اللغة الألمانية، والتي ظهرت أيضًا تحت عنوان Duden" وقاموس دودن الإملائي هو الجزء الأول من هذه السلسلة.
وقد طُرِحَ الإصدار الأخير (السابع والعشرون) من سلسلة دُودِن في عام 2017، ويتألف من 12 مجلدًا تغطي كافة مجالات اللغة الألمانية بما في ذلك الألفاظ الدخيلة، المترادفات، طريقة اللفظ، إضافة إلى علم أصول الكلمات (طالع الجدول). وإلى جانب السلسلة الورقية، توجد نسخة إلكترونية في دار النشر دودن (معهد الببليوغرافيا)[إنجليزية] Bibliographic Institute والذي انتقل مقره في العام 2013 من مدينة مانهايم إلى برلين.

## مجلدات دودن الإثنى عشر، إصدار 2017
بالإضافة إلى القاموس الإملائي (وهو المجلد رقم 1) من سلسلة دودن، أصدرت دار نشر دودن (معهد الببليوغرافيا) العديد من القواميس الخاصة والمتخصصة تحت اسم Duden، بالإضافة إلى قاموس قواعد اللغة الألمانية المسمى دودن القواعد Duden-Gramatik .
اعتبارًا من عام 2020 ، تم نشر العمل في اثني عشر مجلداً (منذ عام 2017) ، تغطي مجالات متخصصة مختلفة:
| مجلد | لقب                      | الإصدار | سنة النشر [1 t | أنواع المنتجات | أنواع المنتجات     | أنواع المنتجات | أنواع المنتجات | أنواع المنتجات | أنواع المنتجات |
| مجلد | لقب                      | الإصدار | سنة النشر [1 t | كتاب           | الكتاب الاليكتروني | تنزيل البرنامج | البرمجيات      | حزمة الوسائط 2 | تطبيقات 3      |
| --- | ------------------------ | ------- | -------------- | -------------- | ------------------ | -------------- | -------------- | -------------- | -------------- |
| 1 | التهجئة الألمانية        | 28      | 2020           | نعم4           | رقم                | نعم4           | رقم            | نعم5           | Android / iOS  |
| 2 | قاموس الأنماط            | 10      | 2017           | نعم            | نعم                | نعم            | رقم            | رقم            | Android / iOS  |
| 3 | القاموس المصور           | 7.      | 2018           | نعم            | نعم                | رقم            | رقم            | رقم            | لا             |
| 4 | القواعد                  | 9.      | 2016           | نعم            | نعم                | رقم            | رقم            | رقم            | لا             |
| 5 | قاموس الكلمات الدخيلة    | 12.     | 2020           | نعم            | نعم                | نعم            | نعم            | نعم            | Android / iOS  |
| 6 | قاموس النطق              | 7.      | 2015           | نعم            | رقم                | رقم            | رقم            | رقم            | لا             |
| 7 | قاموس الأصول             | 6.      | 2020           | نعم            | نعم                | نعم            | رقم            | رقم            | Android / iOS  |
| الثامن | قاموس المرادفات          | 7.      | 2019           | نعم            | نعم                | نعم            | رقم            | نعم            | لا             |
| 9 | قاموس حالات الشك اللغوية | 8       | 2016           | نعم            | نعم                | نعم            | نعم            | نعم            | لا             |
| 10 | قاموس المعاني            | 5.      | 2018           | نعم            | نعم                | نعم            | رقم            | رقم            | لا             |
| 11 | التعابير                 | 5.      | 2020           | نعم            | نعم                | رقم            | رقم            | رقم            | لا             |
| 12 | اقتباسات وأقوال          | 5.      | 2019           | نعم            | نعم                | رقم            | رقم            | رقم            | لا             |
| 1. سنة النشر حسب فهرس الكتب المتوفرة 2. ↑ تتكون حزمة الوسائط من كتاب وبرامج 3. ↑ (In-) التطبيقات التي يمكن شراؤها بشكل منفصل 4. ↑انتقل إلى:أ ب متاح فقط في / كحزمة وسائط 5. ↑ تحتوي حزمة الوسائط أيضًا على برنامج التصحيح Duden - The Spell Checker |                          |         |                |                |                    |                |                |                |                |

## وُصلات خارجيّة

- الصّفحة الرّسميّة لِقامُوس دُودِن الرَقميّ (باللُّغَةُ الألمانِيّة).